# Agnes de Mansfeld-Eisleben
Agnes de Mansfeld-Eisleben (1551-1637) foi condessa de Mansfeld e filha de João Jorge I de Mansfeld-Eisleben. Ela converteu Gebardo, Senescal de Waldburg, arcebispo-eleitor de Colônia e titular de sua diocese à fé protestante, levando à Guerra de Colônia (1583-1588).
Após uma odisseia de vários anos em que ela e seu marido procuraram refúgio em várias partes do norte da Alemanha, Gebardo renunciou à sua reivindicação sobre o eleitorado. Eles se estabeleceram em Estrasburgo, onde ele manteve uma posição no capítulo da Catedral. Após sua morte em 1601, Agnes ficou sob a proteção do duque de Württemberg, que também havia sido perseguido em seu ducado. Ela morreu em 1637.